# Siegfried Grigat
Siegfried Albert Grigat (* 13. April 1922 in Allenstein; † 14. Oktober 1966 in Berlin) war ein deutscher Radrennfahrer.

## Sportliche Laufbahn
Grigat war im Straßenradsport und im Bahnradsport aktiv. Er begann seine Laufbahn bereits vor dem Zweiten Weltkrieg und war Mitglied im „Schöneberger Radfahrer-Verein Iduna 1910 e. V.“, später in der „BSG Motor Friedrichshain West“. 1941 war er im Eintagesrennen Cottbus–Görlitz–Cottbus erfolgreich. Nach Kriegsende lebte er in Berlin und wurde Berufsfahrer. Er gewann eine Reihe der damals veranstalteten Aschenbahnrennen. 1949 und 1950 startete er für das Radsportteam Heidemann. 1949 holte er einen Etappensieg im Grünen Band der IRA (20. Gesamtrang), einem Vorläuferrennen der Deutschland-Rundfahrt.
1951 wurde er reamateurisiert und startete bei Rennen in der DDR. 1954 bestritt er für die SV Motor die DDR-Rundfahrt und wurde 54. der Gesamtwertung.